# Jiang Yiyan
Jiang Yiyan est une actrice chinoise née le 11 septembre 1983 à Shaoxing.

## Filmographie
- 2005 : One Summer with you de Xie Dongshen : Li Mingxin
- 2008 : Deadly Delicious (Shuang shi ji) de Zhao Tianyu : Coco
- 2009 : City of Life and Death de Chuan Lu : Xiao Jiang
- 2009 : Qiu Xi de Sun Zhou : Qiu Xi
- 2010 : Le Règne des assassins de Su Chao-bin : Tian Qingtong
- 2011 : I Phone You de Dan Tang : Ling
- 2011 : The Pretending Lovers (Jia Zhuang Qing Lv) de Fendou Liu : Shen Lu
- 2011 : Rest on your shoulder (Jian Shang Die) de Jacob Cheung : Baobao
- 2011 : The Blue Cornflower de Chen Ming Zhang : Sang Duo
- 2012 : The Four (Si da ming bu) de Gordon Chan et Janet Chun : Ji Yaohua
- 2012 : Le Mystère des balles fantômes de Law Chi-Leung : Fu Yuan, la femme de Wu Zhonggou
- 2013 : Conspirators de Oxide Pang
- 2013 : Lawless Kingdom (Si da ming bu 2) de Gordon Chan : Ji Yaohua
- 2014 : Bunshinsaba 3 de Ahn Byeong-ki : Xu Lian
- 2015 : One night stud de Li Xinman : Zuo Xiaoxin
- 2015 : A Journey through time with Anthony de Janet Chun : Madame Yuang, jeune : Nianging Huang Taitai
- 2015 : The Vanished Murderer de Law Chi-leung : Fu Yuan
- 2016 : Sword Master (San shao ye de jian) de Yee Tung-shing : Mu-yung Chiu-ti
- 2017 : Dealer/Healer (Duk gai) de Lawrence Ah Mon : Carol
- 2017 : Une pluie sans fin de Dong Yue : Yanzi
- 2017 : 77 days (Qi shi qi tian) de Zhao Hantang : Li Tian